# Alstom (Schweiz)
Koordinaten: 47° 28′ 46″ N, 8° 18′ 18″ O; CH1903: 665301 / 259094
Die Alstom Schweiz AG (bis 1999 ABB Kraftwerke AG) mit Sitz in Zürich Oerlikon ist ein auf Schienentransport spezialisiertes Schweizer Industrieunternehmen. Sie hat ihren Ursprung in der von der ehemaligen Brown, Boveri & Cie. am Standort Baden Ende des 19. Jahrhunderts gebildeten Kraftwerksparte, die nach der Fusion von BBC zur Asea Brown Boveri in eine eigenständige Tochtergesellschaft umgewandelt wurde. Diese wurde 1999 im Zuge einer strategischen Neuausrichtung des ABB-Konzerns an den französischen Industriekonzern Alstom verkauft. Im Jahr 2021 akquirierte Alstom die Bombardier Transportation und vervollständigte sein Portfolio im Bahnbereich.
Das Unternehmen beschäftigt rund 700 Personen in der Schweiz.

## Tätigkeitsgebiet
Alstom (Schweiz) umfasst den Geschäftsbereich Transport. Der Geschäftsbereich Transport konzentriert sich auf die Produktion von Rollmaterial, auf das Engineering und Service-Dienstleistungen im Bereich des Schienentransports und ist in Zürich Oerlikon beheimatet. Ein Produktions- und Service-Standort befindet sich im Waadtländischen Villeneuve.